# Roman Bednář
Roman Bednář (ur. 26 marca 1983, Praga, Czechy) – czeski piłkarz występujący na pozycji napastnika.

## Kluby
Rozpoczął karierę w juniorskim klubie CAFC Praga, a następnie przeniósł się do Bohemians 1905 w roku 1998. W 2002 roku, po nieudanych sezonach w praskim klubie został sprzedany do FK Mladá Boleslav, który wtedy występował w czeskiej drugiej lidze. W sezonie 2003/2004 w barwach tego klubu zdobył 10 bramek i został królem strzelców drugiej ligi czeskiej. W Mladej Boleslavi grał do 2005 roku.
27 lipca 2005 roku piłkarz został wypożyczony z FBK Kowno do szkockiego Heart of Midlothian. W Sercach zadebiutował w wygranym przez nich meczu 4:2 na wyjeździe z Kilmarnock F.C., w którym zdobył też swoją pierwszą bramkę. Zagrał także w meczu przeciwko Dundee United, wygranym 3:0. Piłkarz popisał się świetnym podaniem do jednego z napastników Jambos, które dało wygraną 1:0 nad odwiecznym rywalem Rangers F.C., rozegranym na Tynecastle Stadium.
31 sierpnia 2006 został sprzedany do Hearts. W letnim okienku transferowym przed sezonem 2007/2008 zawodnika wypożyczono do West Bromwich Albion F.C. Pół roku później WBA zakupił piłkarza za 2,3 mln funtów.
28 stycznia 2012 roku podpisał kontrakt z Blackpool.

## Reprezentacja
Piłkarz zadebiutował w swojej reprezentacji 16 sierpnia 2006 roku, przeciwko Serbii. Mecz zakończył się wynikiem 3:1 dla Czechów.